# Баххагель
Баххагель (нем. Bachhagel) — община в Германии, в земле Бавария. 
Подчиняется административному округу Швабия. Входит в состав района Диллинген-ан-дер-Донау. Подчиняется управлению Зиргенштайн.  Население составляет 2288 человек (на 31 декабря 2010 года). Занимает площадь 19,72 км².